# Arteria epigástrica superior
La arteria epigástrica superior es una arteria que se origina como rama terminal interna de la arteria torácica interna. No presenta ramas. Se anastomosa con la arteria epigástrica inferior en el ombligo, e irriga la parte anterior de la pared abdominal y parte del diafragma.
A lo largo de su recorrido, es acompañada por una vena homónima, la vena epigástrica superior.

## Trayecto
Continúa en la dirección original de la arteria torácica interna, desciende a través de las inserciones costal y esternal del diafragma, y entra en la vaina del músculo recto abdominal, al principio tras el músculo, y luego perforándolo e irrigándolo, y anastomosándose con la arteria epigástrica inferior. Emite ramas que perforan la pared anterior de la vaina, e irriga los músculos del abdomen y el integumento, y una pequeña rama discurre en frente de la apófisis xifoides y se anastomosa con la arteria del lado opuesto. También emite pequeñas ramas hacia el diafragma, mientras que, desde la arteria del lado derecho, pequeñas ramas se extienden hacia el ligamento falciforme del hígado y se anastomosan con la arteria hepática.

## Distribución
Se distribuye hacia la pared abdominal y el diafragma.

## Colateralización en la enfermedad vascular y coartación aórtica
Las arterias epigástricas superiores, arterias epigástricas inferiores, arterias torácicas internas y arterias subclavias izquierda y derecha / tronco braquiocefálico son vasos colaterales de la aorta torácica y la aorta abdominal.
Si la aorta abdominal desarrolla una estenosis significativa y/o se bloquea (como puede suceder por ateroesclerosis), este camino colateral puede desarrollarse suficientemente, con el tiempo, como para suministrar sangre a los miembros inferiores.
Una aorta estrechada congénitamente, debido a coartación, es generalmente asociada con un engrosamiento significativo de las arterias torácicas internas y epigástricas.